# Whitesnake
Whitesnake es una banda británica de hard rock fundada en el año 1978 por David Coverdale tras su separación de la banda Deep Purple, de la cual formó parte como vocalista desde finales de 1973 hasta mediados de 1976. En sus primeros años, su música estuvo orientada hacia el rock, el blues y el soul, destacando el álbum Saints & Sinners, pero a partir de 1984, con la salida de Slide It In, dieron un cambio notable a su música, orientándola hacia el hard rock comercial de la época. Bajo esa línea la banda vivió su época dorada y alcanzó su cima con la salida del álbum 1987, que trajo consigo los exitosos sencillos «Still of the Night», «Here I Go Again» y la balada «Is This Love». Cerraron esta etapa con Slip of the Tongue en 1989. Tras esto, han seguido estando activos en diferentes épocas y han editado algunos discos. En 2019 regresaron al hard rock ochentero con el álbum Flesh & Blood, que fue elogiado por sus fanes.
Un aspecto que ha caracterizado a la banda durante su historia ha sido la inconsistencia de sus formaciones a lo largo de los años, involucrando a diversos músicos británicos y estadounidenses, con la excepción de David Coverdale, fundador de la banda como líder y único miembro permanente.

## Historia

### Primera etapa (1978-1986)
En febrero de 1978 David Coverdale y el guitarrista Micky Moody, que había colaborado con Coverdale en sus dos discos como solista, formaron Whitesnake. El resto de la alineación inicial, incluiría al guitarrista Bernie Marsden, el bajista Neil Murray, el batería Dave Dowle y a Brian Johnston en los teclados (quien posteriormente sería reemplazado por Pete Solley).
En junio de ese mismo año saldría a la luz su primer trabajo, un EP titulado Snakebite bajo el nombre de David Coverdale's Whitesnake. El primer álbum propiamente dicho de Whitesnake saldría en octubre de 1978 bajo el título de Trouble. El teclista del disco sería un excompañero de David Coverdale en los años de Deep Purple, Jon Lord. Del álbum surgirían varios temas que se transformarían con el paso de los años en clásicos como «Take Me with You», «Trouble», «Lie Down (A Modern Love Song)» y una versión de «Day Tripper» de The Beatles.

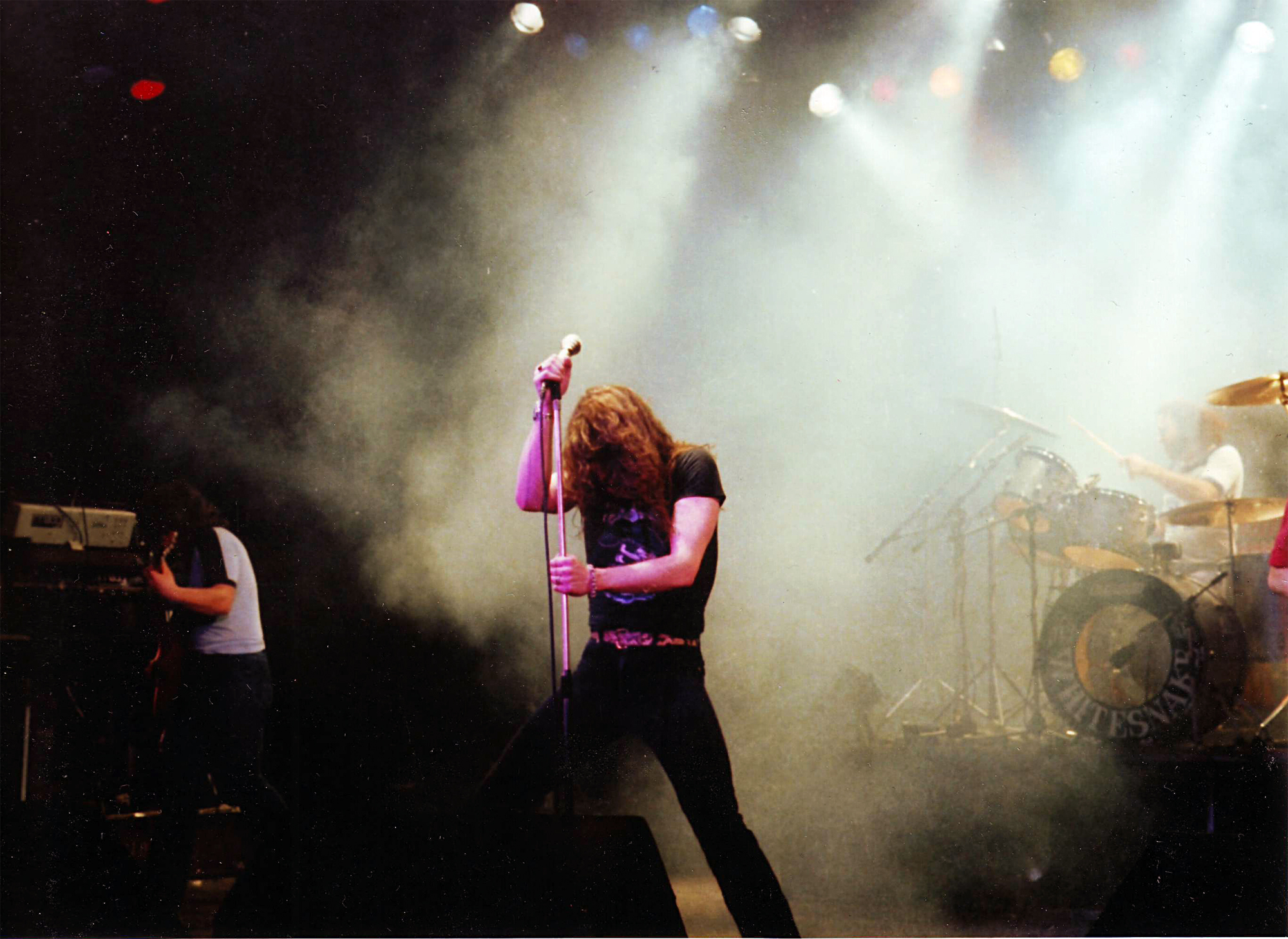
Whitesnake en el Hammersmith Odeon de Londres, 1981

Su mayor éxito en esta etapa inicial lo lograrían con el álbum de 1979, Lovehunter, que contenía temas como «Walking in the Shadow of the Blues», «Medicine Man» y el que daba nombre al disco. Aunque el álbum más memorable de esta época sería Ready an' Willing de 1980, en el que ya no estaría presente el baterista Dave Dowle; en su lugar entraría otro excompañero de Coverdale de Deep Purple, Ian Paice. Con la edición de este disco llegarían a lo más alto de las listas, con temas como «Fool for Your Loving» y «Blindman».
Con la gira de Ready an' Willing se atreverían a sacar un doble disco en directo, grabado en el Hammersmith de Londres en noviembre de 1978 y junio de 1980. En dicho disco doble fusionarían las mejores canciones editadas hasta ese momento.
En 1981 editarían otro álbum, Come an' Get It, muy al estilo del anterior, que incluiría canciones como «Don't Break My Heart Again» y «Come an' Get It». Al año siguiente grabarían un álbum, el cual se editaría recién a mediados de 1982, titulado Saints & Sinners, que incluiría uno de sus más grandes éxitos, «Here I Go Again», el cual se convertiría en un clásico del grupo.
En ese momento las diferencias entre los integrantes y una enfermedad de la hija de Coverdale provocarían un impasse en la banda. Al regreso, tiempo después, ya no estaría más el guitarrista Bernie Marsden, quien sería el primero en marcharse, seguido por Ian Paice y Neil Murray. En octubre de 1982 presentarían una formación renovada: el guitarrista Mel Galley (ex Trapeze), el bajista Colin Hodgkinson y sentado a la batería estaría el legendario Cozy Powell (ex Jeff Beck, Rainbow y Black Sabbath, entre otros grupos).
Durante los últimos meses de 1982 y primeros de 1983 realizarían la gira del Saints & Sinners y a finales de 1983 y principios de 1984 grabarían Slide It In, el cual contenía temas como «Love Ain't No Stranger» y el mismísimo «Slide It In». Antes de empezar con la gira, el guitarrista Micky Moody abandonaría también la banda y sería sustituido por John Sykes (ex Thin Lizzy).

### Llegada del éxito (segunda etapa) (1986-1990)

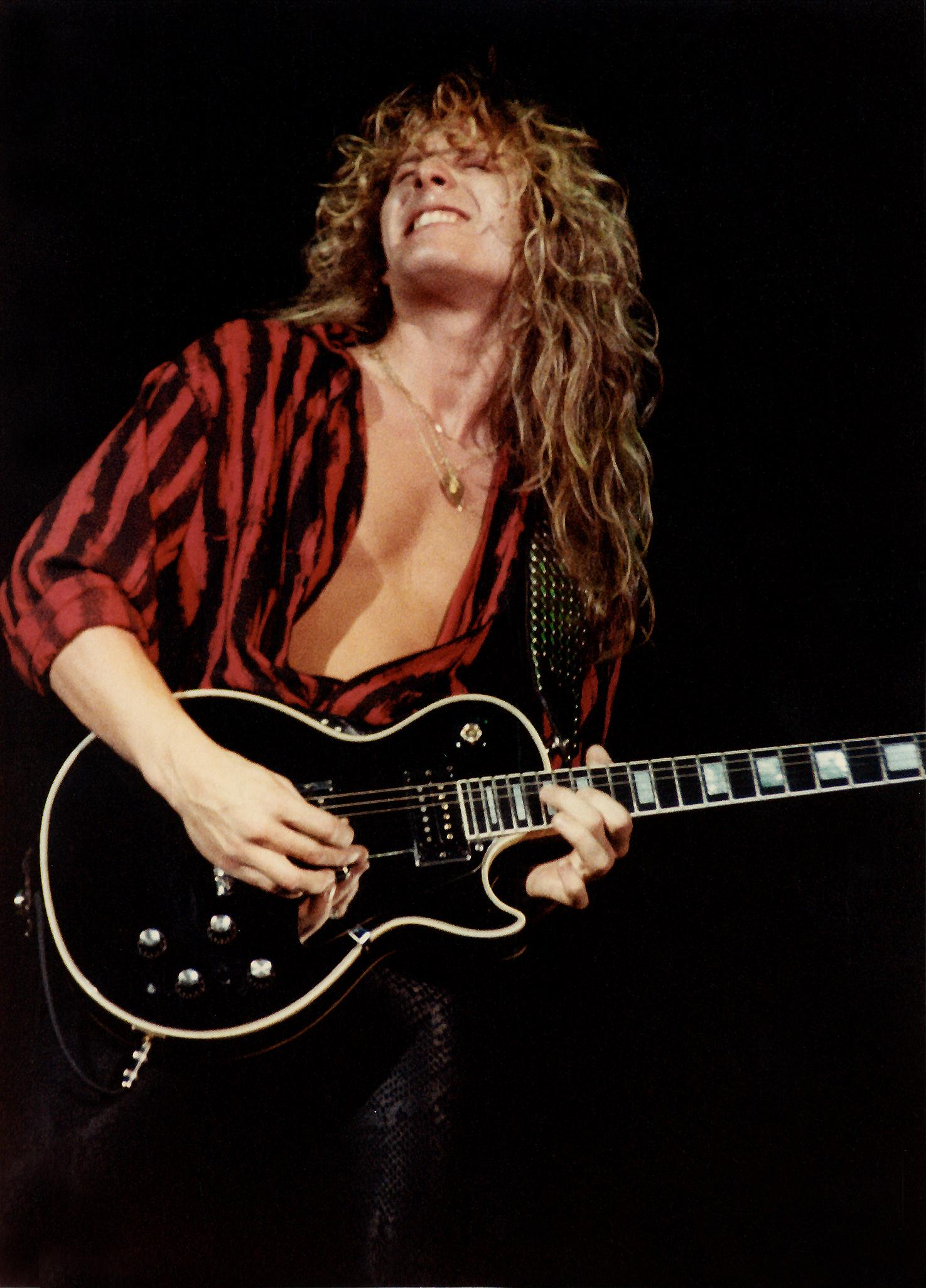
John Sykes en 1984

En medio de la gira volvería Neil Murray y con esa formación, Whitesnake se presentaría en el primer Rock in Rio, en 1985, con gran éxito. Para finales de 1986, la banda estaba compuesta por John Sykes en la guitarra, Aynsley Dunbar en la batería y Neil Murray en el bajo. Con el agregado de Don Airey en los teclados, todos ellos grabarían Whitesnake (conocido en Europa como 1987), el álbum más conocido y vendido de su historia, editado en 1987.
Con esa edición, Whitesnake conseguiría el megaestrellato en los Estados Unidos, pero su estilo musical, a consecuencia de la búsqueda de este nuevo mercado viraría unos grados en la dirección del hard rock más comercial de la época, como el glam metal, y en la misma medida, se alejaría de sus raíces más bluseras.
Los primeros sencillos extraídos de ese disco serían la balada «Is This Love» que se transformaría en un tema de culto y la reedición de la canción «Here I Go Again», la cual se convertiría en uno de los sencillos más exitosos de Whitesnake y todo un clásico del hard rock.
Para desazón de los fanes y la prensa, Coverdale expulsaría a su guitarrista estrella John Sykes (en esa época se especuló con que el motivo era una disputa del protagonismo escénico) e ingresarían Adrian Vandenberg y Vivian Campbell (ex Dio) en su reemplazo, Rudy Sarzo (ex Quiet Riot) se haría cargo del bajo y Tommy Aldridge de la batería.

#### Etapa de Steve Vai como guitarrista
En 1989, Steve Vai (ex Frank Zappa y David Lee Roth) reemplazaría a Vivian Campbell y entraría a formar parte del grupo. Steve Vai ya era uno de los mejores guitarristas del mundo en aquella época, ya que acababa de sacar a la luz su Passion and Warfare, su disco más exitoso hasta la fecha.
Steve se encargaría de grabar todas las guitarras de Slip of the Tongue él solo, debido a que Adrian Vandenberg se lesionaría realizando unos ejercicios, provocándole estos una tendinitis. Más tarde, Adrian volvería para la gira del disco.

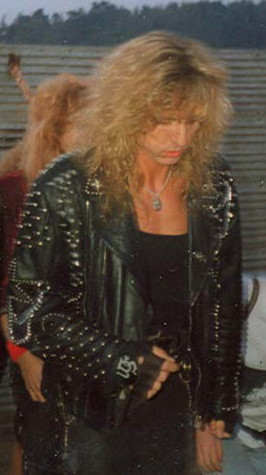
David Coverdale en el Monsters of Rock, 1990

Coverdale volvería a reeditar para este disco otro de sus clásicos, esta vez sería «Fool for Your Loving», el cual también haría cosechar un gran éxito al disco, aunque no tanto como su anterior trabajo.
Entre los conciertos de la gira de Slip of the Tongue se incluye uno de los festivales más famosos de la historia, el exitoso Monsters of Rock de 1990.

### Primera separación (1990-1994), regreso fallido (1994-1997) y segunda separación (1997-2003)
Al finalizar la gira en 1990, la banda prácticamente se desmembraría. A finales de 1993 Coverdale y el emblemático guitarrista de Led Zeppelin, Jimmy Page, editarían juntos un álbum titulado simplemente Coverdale-Page, el cual rápidamente se transformaría en superventas, pero que tendría una fría recepción por parte de la prensa «nostálgica», que clamaba por una reunión de Led Zeppelin, la cual finalmente se concretaría al año siguiente con la edición del disco No Quarter de Jimmy Page y Robert Plant.
Un álbum recopilatorio, Whitesnake's Greatest Hits, se publicaría en 1994; en él se encontraría una nueva versión de «Here I Go Again». La banda retomaría la actividad con Warren DeMartini (Ratt) y Adrian Vanderberg en las guitarras, Rudy Sarzo en el bajo, Paul Misckovick en teclado y Denny Carmassi en batería. En 1997 publicarían Restless Heart, el cual causaría un impacto mínimo en comparación con las expectativas y ni siquiera sería editado en los Estados Unidos. Posteriormente se publicaría un álbum acústico titulado Starkers in Tokyo interpretado por Coverdale y Adrian Vandenberg únicamente, el cual contendría temas de todas las épocas de Whitesnake más «Soldier of Fortune» de Deep Purple.
Coverdale decidiría desarmar la banda y continuar su carrera como solista. La Farewell Tour (gira de despedida) terminaría en Argentina, en el estadio de Ferro Carril Oeste (12 de diciembre de 1997) de manera muy emotiva pero bajo una lluvia de críticas acerca del bajo rendimiento vocal del cantante.
En septiembre de 2000 salió un álbum solista de David Coverdale titulado Into the Light, que tampoco obtendría buenos comentarios.

### Vuelta definitiva del grupo (tercera etapa) (2002-2007)
En diciembre de 2002 Whitesnake se reagruparía para la gira de conmemoración de su 25 aniversario. Posterior a esto, la banda seguiría realizando conciertos en vivo, editaría un DVD en vivo en 2005 de la gira de 2004 y un par de recopilatorios en 2006.
Una de las formaciones más recientes con la que reactivaron al grupo estaría compuesta por integrantes no británicos (a excepción de su líder): David Coverdale voz, Doug Aldrich (ex Bad Moon Rising y Dio) y Reb Beach (ex Winger y Dokken) en guitarras, y los menos conocidos, el tecladista Timothy Drury, el bajista Uriah Duffy y el baterista Chris Frazier.
En noviembre de 2006 saldría el disco Live: In the Shadow of the Blues con cuatro temas inéditos: «All I Want Is You», «Dog», «If You Want Me» y «Ready to Rock». La promoción del disco se haría mediante conciertos acústicos en distintas ciudades europeas.

### Good to Be Bady regreso a las giras (2008-2010)
En abril de 2008 Whitesnake lanzaría su décimo álbum de estudio, titulado Good to Be Bad, donde volvería a sus raíces más bluseras con temas como «A Fool in Love», «Good to Be Bad» y «Best Years». A diferencia de los anteriores, cosecharía muy buenas críticas y restablecería parcialmente el nombre de la banda en el rock internacional.

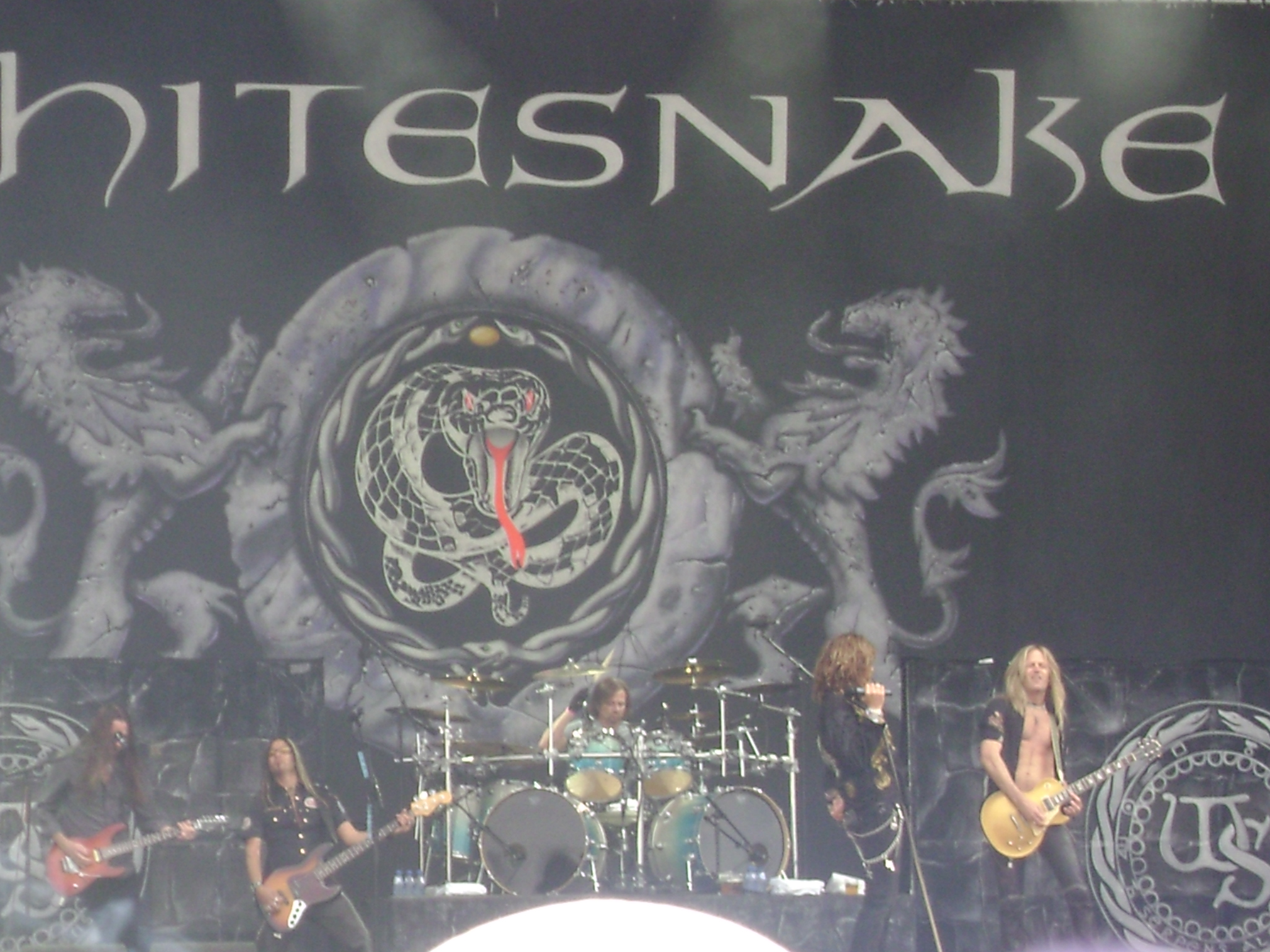
Whitesnake en el Arrow Rock Festival de 2008

El 11 de agosto de 2009 Whitesnake realizaría un espectáculo en el Red Rocks en Morrison (Colorado), donde David Coverdale sufriría una lesión vocal. Luego de ver a un especialista, se anunciaría al día siguiente que Coverdale estaba sufriendo de graves edemas de las cuerdas vocales y una lesión en su pliegue vascular vocal izquierdo, de forma ocasional. Por dicha razón, la banda tendría que retirarse del resto de la gira de Judas Priest.
A principios de febrero de 2010, David Coverdale aseguraría que su voz parecería haberse recuperado totalmente de los traumas que lo dejaron de lado, tanto a él y como su banda en la gira Priest. Comentaría que últimamente habría estado grabando demos, con el objetivo de un álbum nuevo de Whitesnake, y su voz sonaría llena y fuerte en las cintas que ha registrado.
En junio de 2010, la banda comunicaría el lanzamiento de su propio vino, un Zinfandel 2008, descrito por David Coverdale como «lleno hasta el borde con la esencia picante de Snakeyness sexy, resbaladizo... Lo recomiendo para complementar cualquier bañera de hidromasaje en la que quieran divertirse...»

El 18 de junio de 2010 se separarían el bajista Uriah Duffy y el batería Chris Frazier. El reemplazo de Frazier sería el exbaterista de Billy Idol, Brian Tichy. El 20 de agosto de 2010 Whitesnake anunció que su nuevo bajista es Michael Devin.
El 13 de septiembre de 2010, el tecladista Timothy Drury saldría del grupo para seguir una carrera en solitario.

### Forevermore(2011-2015)

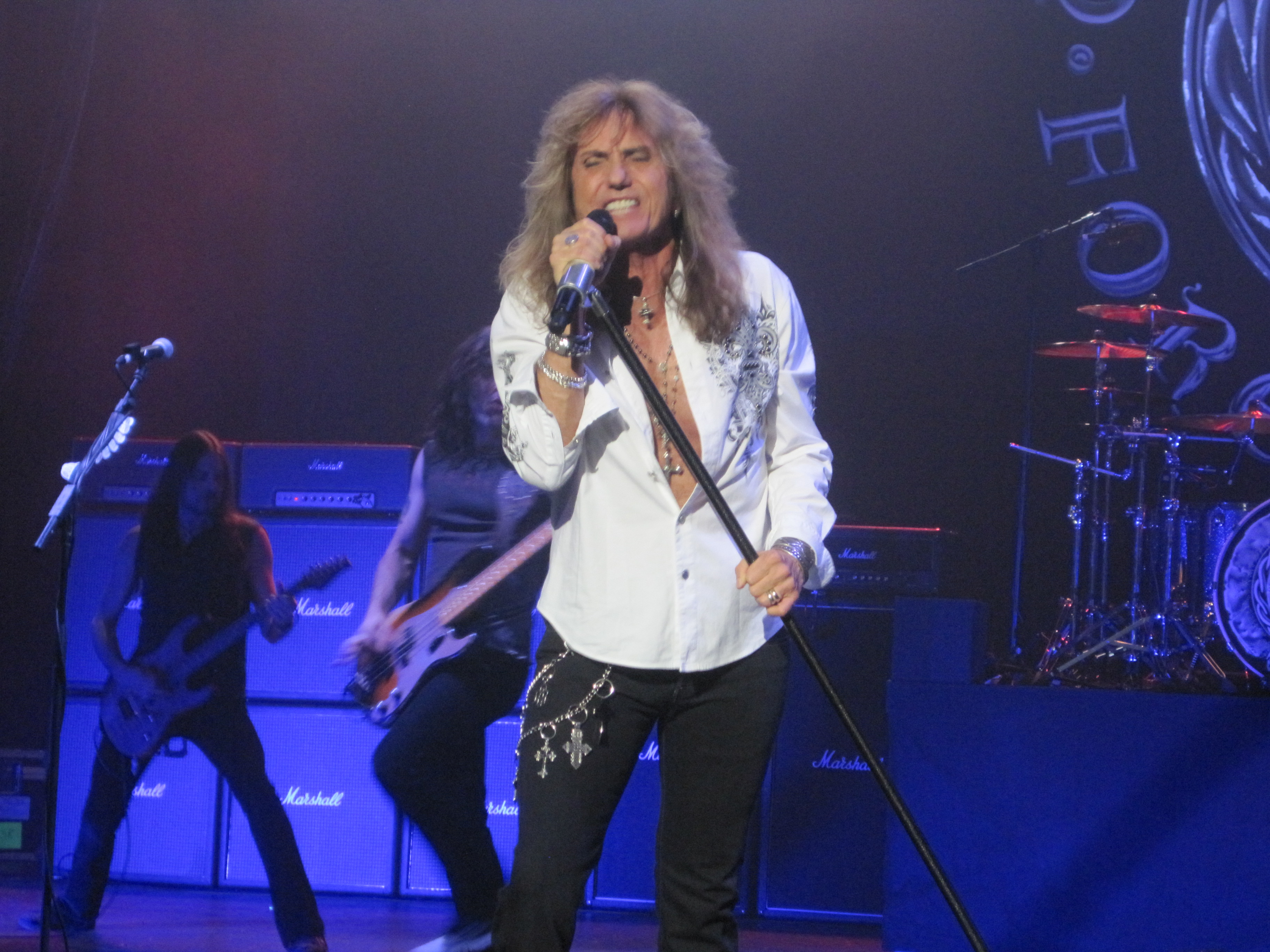
Coverdale con Whitesnake en el O2 Apollo Manchester, el 17 de junio de 2011

Para marzo de 2011 la banda lanzaría un nuevo álbum después de dos años. El título del nuevo disco era Forevermore, y con la finalidad de promocionarlo, programaron una gira de conciertos durante todo el año con fechas anunciadas en su página web oficial. Constaron de seis presentaciones en el Reino Unido y otras más en el resto del continente europeo.
Forevermore sería publicado en una edición especial llamada Snakepack a través de la revista Classic Rock y se pondría a la venta el 25 de marzo, tres semanas antes que su lanzamiento comercial.
Un sencillo digital de la canción «Love Will Set You Free» sería lanzado, junto con su vídeo musical, el 21 de febrero de 2011.
El 20 de marzo de 2011 Whitesnake incorporaría a Brian Ruedy como su nuevo tecladista para su Forevermore World Tour 2011.
El 25 de marzo, la página Amazon.co.uk indicaría que los prepedidos de clientes del nuevo álbum del grupo superaron en mucho los de la nueva producción de Britney Spears, Femme Fatale por un lejano 35%, lo cual indica que la agrupación continúa teniendo alguna vigencia importante entre los consumidores británicos.
Whitesnake participaría como una de las atracciones principales en el festival anual de Rocklahoma en Pryor (Oklahoma), en el fin de semana del Memorial Day en mayo de 2011. Ese mismo año formaría parte de la gira mundial de Judas Priest llamada Epitaph World Tour.
En junio de 2013 el grupo realizó por España una gira junto a otros dos grupos clásicos del hard rock, Def Leppard y Europe.
El 9 de mayo de 2014 se anunció que Doug Aldrich dejaría Whitesnake para comenzar su carrera en solitario. El 21 de agosto se anunció que Joel Hoekstra sería el nuevo guitarrista de la banda.

### The Purple Album(2015-2017)
El 25 de febrero se anunció que The Purple Album contendría nuevas versiones de canciones que Coverdale grabó con Deep Purple. La carátula del álbum fue lanzada el 15 de mayo de 2015 por Frontiers Records.
El 17 de abril se anunció que el instrumentalista y vocalista italiano Michele Luppi sería el nuevo tecladista de la banda, reemplazando a Brian Ruedy. El álbum se posicionó en el número 18 en las listas del Reino Unido Albums Chart y entró en el n.º 84 del Billboard 200 Album Chart en Estados Unidos.
En agosto de 2017, Whitesnake firmó una distribución con Rhino Entertainment en Norteamérica y Japón e internacionalmente con Parlophone, con reediciones de sus discos, incluyendo el Whitesnake (1987).

### Flesh & Blood(2019-presente)
El 4 de diciembre de 2017 mediante Rhino Entertainment, la banda anunció la llegada de un nuevo disco para 2018 con el título de Flesh & Blood. Sin embargo, para sorpresa del público, el álbum se retrasó por problemas técnicos, según los integrantes de la banda, y finalmente fue editado en mayo de 2019. Con este álbum la banda regresaba a sus raíces del hard rock de los años de 1980.

## Miembros

### Miembros actuales
- David Coverdale – voz (1976-1991, 1994, 1997-1998, 2002-presente)
- Reb Beach – guitarra solista, coros (2002-presente)
- Joel Hoekstra – guitarra solista, coros (2015-presente)
- Tanya O'Callaghan – bajo eléctrico, coros (2021-presente)
- Michele Luppi – teclados, coros (2015-presente)
- Tommy Aldridge – batería, percusión (1987-1991, 2003-2007, 2013-presente)

### Bandas de acompañamiento de David Coverdale - transformadas en Whitesnake (1976-1978)
Más que una creación, Whitesnake fue una evolución. Fue formada durante el proceso post-Deep Purple en la carrera en solitario de David Coverdale. Comenzó a trabajar con el clásico guitarrista de Whitesnake Micky Moody en su dos álbumes en solitario. La banda de 1978 que Coverdale había utilizado en su gira (para apoyar su álbum Northwinds) fue la que se convertiría al poco tiempo en el primer Whitesnake.
| Periodo                                | Lineup | Lanzamientos         |
| -------------------------------------- | --- | -------------------- |
| David Coverdale Band (1976-1977)       | - David Coverdale - vocales - Micky Moody - guitarra - Roger Glover - bajo - Tim Hinkley - teclados con - DeLisle Harper - bajo (músico de sesión) - Simon Phillips - batería (músico de sesión) - Ron Aspery - saxo (músico de sesión) | - White Snake (1977) |
| David Coverdale Band (1977)            | - David Coverdale - vocales - Mick Moody - guitarra - Alan Spenner - bajo - Tim Hinkley - teclados - Tony Newman - batería | - Northwinds (1978)  |
| David Coverdale Band/Whitesnake (1978) | - David Coverdale - Vocales - Micky Moody - Guitarra - Bernie Marsden - guitarra - Neil Murray - bajo - Brian Johnston - teclados - Dave Dowle - batería                                                                                |                      |

### Primera época de Whitesnake (1978-1991)
Cuando se reformó Whitesnake en 1982 después de una breve pausa, Coverdale convocó solo a Moody y Lord, y se establecieron por algunos años en la banda. Los músicos de sesión necesarios para completar el álbum del mismo nombre de Whitesnake en 1987 solo tocaron en la canción Here I Go Again 87 (aparte de los teclados), ya que esta canción no estaba terminada cuando la banda fue disuelta.
| Periodo                             | Lineup | Lanzamientos |
| ----------------------------------- | --- | --- |
| David Coverdale's Whitesnake (1978) | - David Coverdale - Vocales - Micky Moody - guitarra - Bernie Marsden - guitarra - Neil Murray - bajo - Pete Solley - teclados - Dave Dowle - batería | - Snakebite (1978) |
| Whitesnake (1978-1979)              | - David Coverdale - vocales - Micky Moody - guitarra - Bernie Marsden - guitarra - Neil Murray - bajo - Jon Lord - teclados - Dave Dowle - batería | - Trouble (1978) - Lovehunter (1979) - Live at Hammersmith (1980)                                                       |
| Whitesnake (1979-1982)              | - David Coverdale - vocales - Micky Moody - guitarra - Bernie Marsden - guitarra - Neil Murray - bajo - Jon Lord - teclados - Ian Paice - batería | - Ready an' Willing (1980) - Live... in the Heart of the City (1980) - Come an' Get It (1981) - Saints & Sinners (1982) |
| Whitesnake (1982-1984)              | - David Coverdale - vocales, piano, percusión - Micky Moody - guitarra - Mel Galley - guitarra, coros - Colin Hodgkinson - bajo - Jon Lord - teclados - Cozy Powell - batería | - Slide It In - versión del Reino Unido (1984)                                                                          |
| Whitesnake (1984)                   | - David Coverdale - vocales, piano, percusión - John Sykes - guitarra - Mel Galley - guitarra, coros - Neil Murray - bajo - Jon Lord - teclados - Cozy Powell - batería | - Slide It In - versión de Estados Unidos (1984)                                                                        |
| Whitesnake (1984)                   | - David Coverdale - vocales - John Sykes - guitarra - Neil Murray - bajo - Cozy Powell - batería con - Richard Bailey - teclados (fuera de escenario, músico de gira) | |
| Whitesnake (1985-1987)              | - David Coverdale - vocales - John Sykes - guitarra - Neil Murray - bajo - Aynsley Dunbar - batería con - Don Airey - teclados (músico de sesión) - Bill Cuomo – teclados (músico de sesión) - Adrian Vandenberg - guitarra (músico de sesión) - Mark Andes - bajo (músico de sesión) - Dann Huff - guitarra (músico de sesión) - Denny Carmassi - batería (músico de sesión) | - Whitesnake (1987) |
| Whitesnake (1987-1988)              | - David Coverdale - vocales - Vivian Campbell - guitarra - Adrian Vandenberg - guitarra - Rudy Sarzo - bajo - Tommy Aldridge - batería | |
| Whitesnake (1988-1989)              | - David Coverdale - vocales - Adrian Vandenberg - guitarra - Rudy Sarzo - bajo - Tommy Aldridge - batería con - Don Airey - teclados (músico de sesión) | |
| Whitesnake (1989-1991)              | - David Coverdale - vocales - Steve Vai - guitarra - Adrian Vandenberg - guitarra - Rudy Sarzo - bajo - Tommy Aldridge - batería | - Slip of the Tongue (1989)                                                                                             |

### Segunda época de Whitesnake: reuniones temporales (1994-1998)
Denny Carmassi se uniría a Whitesnake para la gira del Greatest Hits Reunion de 1994, organizada poco después de que Coverdale compusiera el nuevo recopilatorio. Carmassi, Guy Pratt y Brett Tuggle se unirían a la banda en 1997 para Restless Heart (aunque este estaba destinado inicialmente a ser un proyecto de David Coverdale en solitario; Pratt y Tuggle abandonaron antes de la gira de promoción del álbum).
| Periodo                                                                                  | Lineup | Lanzamientos                                                           |
| ---------------------------------------------------------------------------------------- | --- | ---------------------------------------------------------------------- |
| Whitesnake Greatest Hits Tour (1994)                                                     | - David Coverdale - vocales - Warren DeMartini - guitarra - Adrian Vandenberg – guitarra - Rudy Sarzo - bajo - Denny Carmassi - batería - Paul Mirkovich - teclados |                                                                        |
| La banda se separó (1995-1997)                                                           | La banda se separó (1995-1997) | Coverdale trabajó en su álbum en solitario, regresó con Restless Heart |
| David Coverdale & Whitesnake Restless Heart Reunion (1997)                               | - David Coverdale – vocales - Adrian Vandenberg – guitarra - Guy Pratt – bajo - Brett Tuggle – teclados - Denny Carmassi - batería                                  | - Restless Heart (1997)                                                |
| Whitesnake Unplugged (acoustic) (1997)                                                   | - David Coverdale – vocales - Adrian Vandenberg – guitarra | - Starkers in Tokyo (1998)                                             |
| David Coverdale & Whitesnake Restless Heart Reunion Tour/Whitesnake Farewell Tour (1997) | - David Coverdale – vocales - Adrian Vandenberg – guitarra - Steve Farris - guitarra - Tony Franklin – bajo - Denny Carmassi - batería - Derek Hilland – teclados   |                                                                        |
| La banda se separó (1997)                                                                | La banda se separó (1997) | Coverdale se tomó un descanso luego de una agitada gira                |

### Tercera época de Whitesnake: reforma para el 25 Aniversario (2002-presente)
En 2002, Whitesnake fue reformado por completo. A diferencia de las reuniones de mediados de 1990, se trata de una alineación a tiempo completo que existía anteriormente en las décadas de 1970, 1980 y 1990.
| Periodo                                               | Lineup | Lanzamientos                                                     | |
| ----------------------------------------------------- | --- | ---------------------------------------------------------------- | --- |
| Whitesnake 25th Anniversary Reformation (2002 - 2005) | - David Coverdale - vocales - Doug Aldrich - guitarra - Reb Beach - guitarra - Marco Mendoza - bajo - Timothy Drury - teclados - Tommy Aldridge - batería                     | - Live... In the Still of the Night (2004)                       | |
| Whitesnake (2005-2007)                                | - David Coverdale - vocales - Doug Aldrich - guitarra - Reb Beach - guitarra - Uriah Duffy - bajo - Timothy Drury - teclados - Tommy Aldridge - batería                       | - Live: In the Shadow of the Blues (2006)                        | - The Rock & Roll, Rhythm & Blues Show Tour (2005) - Live... In the Shadow of the Blues Tour (2006)       |
| Whitesnake (2007-2010)                                | - David Coverdale - vocales - Doug Aldrich - guitarra - Reb Beach - guitarra - Uriah Duffy - bajo - Timothy Drury - teclados - Chris Frazier - batería                        | - Good to Be Bad (2008)                                          | - Good to Be Bad World Tour (2008-2009)                                                                   |
| Whitesnake (2010–2011)                                | - David Coverdale - vocales - Doug Aldrich - guitarra - Reb Beach - guitarra - Michael Devin - bajo - Timothy Drury - teclados (músico de sesión) - Brian Tichy - batería     | - Forevermore (2011)                                             | |
| Whitesnake (2011–2013)                                | - David Coverdale - vocales - Doug Aldrich - guitarra - Reb Beach - guitarra - Michael Devin - bajo - Brian Ruedy - teclados - Brian Tichy - batería                          | - Made in Japan (2013) - Made In Britain/The World Record (2013) | - Forevermore World Tour (2011)                                                                           |
| Whitesnake (2013–2014)                                | - David Coverdale - vocales - Doug Aldrich - guitarra - Reb Beach - guitarra - Michael Devin - bajo - Brian Ruedy - teclados - Tommy Aldridge - batería                       |                                                                  | - UK Tour with Journey (2013) - Year Of The Snake Tour (2013) - Globar Warming Tour with Aerosmith (2013) |
| Whitesnake (2014–2015)                                | - David Coverdale - vocales - Joel Hoekstra - guitarra - Reb Beach - guitarra - Michael Devin - bajo - Derek Hilland - teclados (músico de sesión) - Tommy Aldridge - batería | - The Purple Album (2015)                                        | |
| Whitesnake (2015–2021)                                | - David Coverdale - vocales - Joel Hoekstra - guitarra - Reb Beach - guitarra - Michael Devin - bajo - Michele Luppi – teclados - Tommy Aldridge - batería                    | - Flesh & Blood (2019)                                           | - The Purple Tour (2015) - The Greatest Hits Tour (2016) - The Purple Tour (2018)                         |
| Whitesnake (2021–present                              | - David Coverdale – vocales - Reb Beach – guitarra - Joel Hoekstra – guitarra - Tanya O'Callaghan – bajo - Michele Luppi – teclados - Tommy Aldridge – batería                |                                                                  | |

## Discografía
Álbumes de estudio
- Snakebite (1978)
- Trouble (1978)
- Lovehunter (1979)
- Ready an' Willing (1980)
- Come an' Get It (1981)
- Saints & Sinners (1982)
- Slide It In (1984)
- Whitesnake (1987)
- Slip of the Tongue (1989)
- Restless Heart (1997)
- Good to Be Bad (2008)
- Forevermore (2011)
- The Purple Album (2015)
- Flesh & Blood (2019)